# Manuel Trens
Manuel Trens i Ribas (Villafranca del Panadés, 1892 —Barcelona, 1976) fue un historiador y religioso español.
Formado en el Seminario de Barcelona y la Universidad pontificia de Tarragona, se ordenó como sacerdote en 1914. En 1915 participó en el Congreso litúrgico de Montserrat. Fue director del Museo Diocesano de Barcelona, profesor de iconografía y arte sagrado en el seminario barcelonés, y miembro de la asociación de Amigos del Arte litúrgico del «Cercle Artístic de Sant Lluc». Participó en la creación del Museo del Vino de su pueblo natal, Villafranca, y la promoción de la revista Hèlix, donde con diversos seudónimos publicó traducciones de fragmentos del Ulises de James Joyce.
En 1939 fundó la revista Ars Sacra de la que durante años sería director, y fue colaborador habitual en otras publicaciones, como Vida Cristiana, La Publicitat o La Veu de Catalunya. Asimismo, colaboró en la fundación del Instituto Amatller de Arte Hispánico. Además de su biblioteca, que se conserva en el Seminario Conciliar de Barcelona, Trens legó una colección de obras de arte al Museo de Villafranca, una de cuyas salas lleva su nombre.

## Selección de obras
- Lo que debe ser un museo diocesano (1916)
- Sant Francesc d’Assís i l’art contemporani (1926)
- Ferrer Bassa i les pintures de Pedralbes (1936)
- María. Iconografía de la Virgen en el arte español (1952)
- Las custodias españolas (1952)
- Les majestats catalanes (1967) (serie «Monumenta Cataloniae»[4])